# جاسم محمد عمر
جاسم محمد عمر (انگلیسی: Jassem Mohammed Omar؛ زادهٔ ۱۸ آوریل ۱۹۹۵) یک بازیکن فوتبال اهل قطر است.
وی همچنین در تیم ملی فوتبال زیر ۲۰ سال قطر بازی کرده است.